# Szini József
Szini József, (Budapest, 1935. november 11. – 2019. április 17.) magyar labdarúgó, fedezet.

## Pályafutása

### Klubcsapatban
1958 és 1969 között 194 bajnoki mérkőzésen szerepelt az Újpesti Dózsában és három gólt szerzett. Az 1959–60-as és az 1969-es idényben bajnokságot nyert csapatnak a tagja volt. Tagja volt az 1962-ben KEK-elődöntős csapatnak.

### A válogatottban
Hétszeres utánpótlás válogatott (1957–58), kétszeres Budapest-válogatott (1959), háromszoros B-válogatott (1961).

## Sikerei, díjai
- Magyar bajnokság
  - bajnok: 1959–60, 1969
  - 2.: 1960–61, 1961–62, 1967, 1968
  - 3.: 1962–63, 1965
- Kupagyőztesek Európa-kupája (KEK)
  - elődöntős: 1961–62
- Vásárvárosok kupája (VVK)
  - negyeddöntős: 1963–64, 1965–66
- az Újpesti Dózsa örökös bajnoka: 1985